# Deutsche Zeitung in den Niederlanden

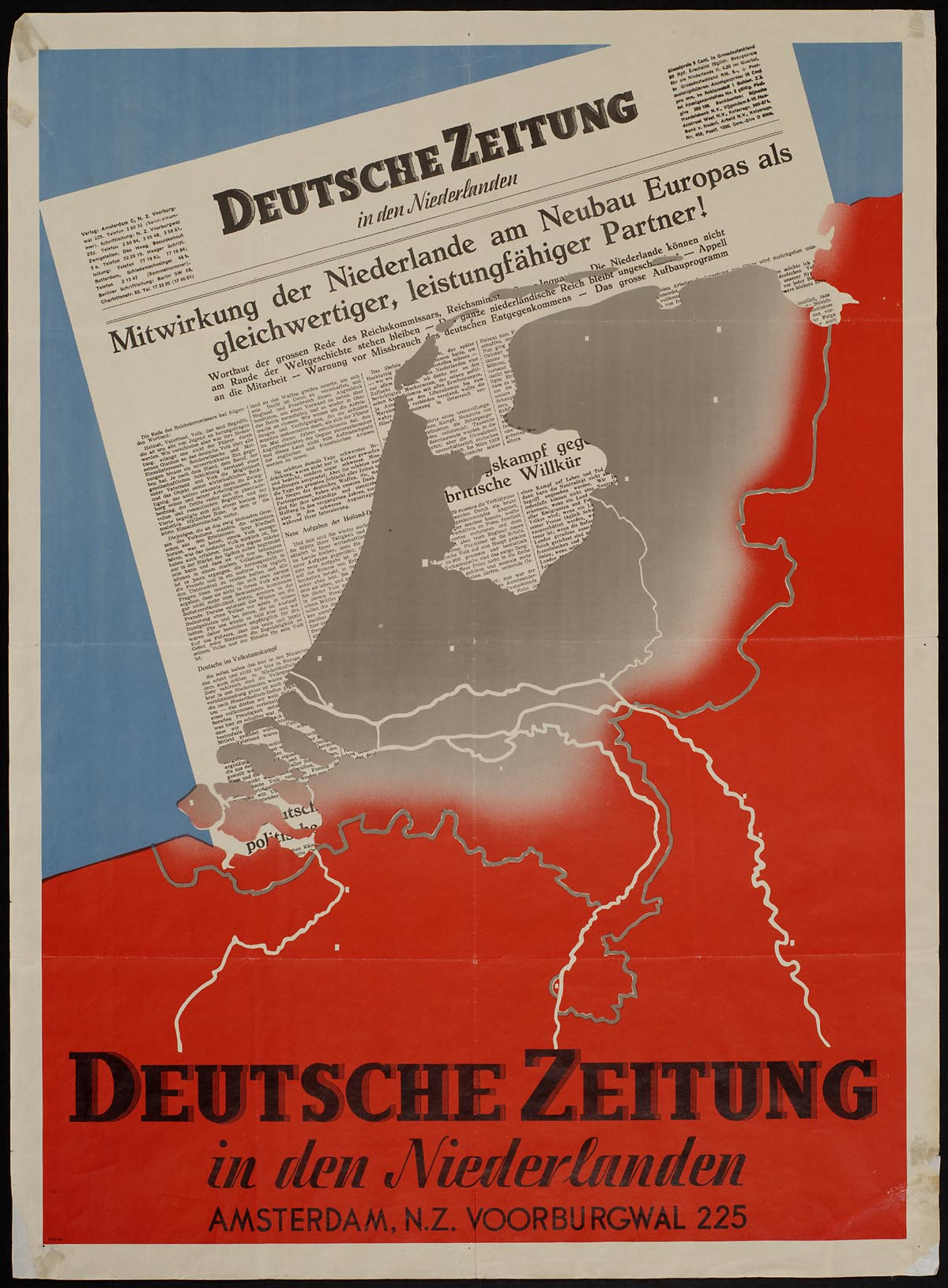
Affiche uit 1940

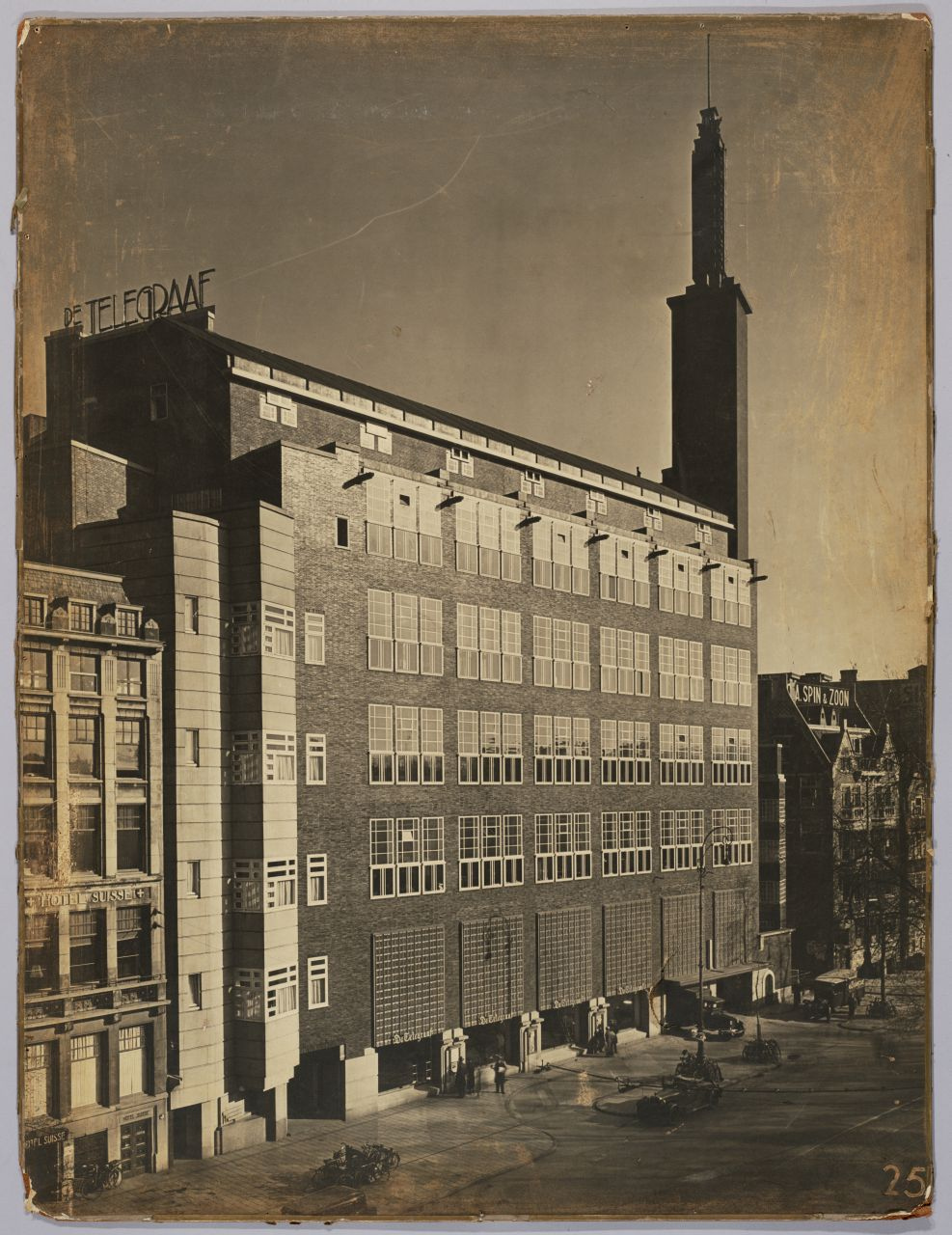
Telegraafgebouw in de jaren dertig

De Deutsche Zeitung in den Niederlanden was een Duitstalige krant die gedurende de Duitse bezetting van Nederland in Nederland werd uitgegeven. De krant verscheen van 5 juni 1940 tot aan de Duitse capitulatie op 5 mei 1945. De Deutsche Zeitung in den Niederlanden (DZN) was een van de Duitse bezettingskranten die in Europa verschenen en werd uitgegeven door de Europa uitgeverij, dochteronderneming van de Eher uitgeverij (Franz-Eher-Verlag).
De DZN was de opvolger van de Reichsdeutsche Nachrichten in den Niederlanden, een krant die vanaf 4 maart 1939 werd uitgegeven door de Reichsdeutsche Gemeinschaft, een deel van de NSDAP/AO. Het laatste nummer van de Reichsdeutsche Nachrichten verscheen op 31 mei 1940. 
Het eerste nummer van de Deutsche Zeitung in den Niederlanden verscheen op 5 juni 1940. De redactie van de krant was gevestigd in Amsterdam. Vanaf 1942 was de redactie werkzaam vanuit het Telegraaf-gebouw aan de Nieuwezijds Voorburgwal. De krant werd ook bij de Telegraaf gedrukt. De krant richtte zich niet alleen op de Duitse lezers, maar ook op Nederlandse lezers. Om die reden werd gebruikgemaakt van Antiqua-lettertypen, in plaats van de in Duitsland gangbare Fraktur, een gotische drukletter. In de eerste maanden verscheen de krant in een oplage van 30.000 exemplaren. In mei 1942 was een oplage van 54.500 bereikt.
Het laatste nummer, nummer 285, van de DZN verscheen op 5 mei 1945. In dit nummer werd nog tegengesproken dat de Duitse troepen in Nederland hadden gecapituleerd.